# Курянівська бучина
Куря́нівська бучи́на — ботанічна пам'ятка природи місцевого значення в Україні.

## Розташування
Зростає на південь від села Куряни Тернопільського району Тернопільської області, у кварталі 68, виділі 15 Курянівського лісництва Бережанського державного лісомисливського господарства, в лісовому урочищі «Куряни».

## Пам'ятка
Оголошена об'єктом природно-заповідного фонду рішенням Тернопільської обласної ради від 18 березня 1994 року. Початкова назва — «Курянська бучина», офіційно перейменована рішенням № 75 другої сесії Тернопільської обласної ради 6 скликання від 10 лютого 2016 року.
Перебуває у віданні Тернопільського обласного управління лісового господарства.

## Характеристика
Площа — 2 га.
Під охороною — букові насадження I бонітету віком 80 років, що мають господарську, наукову та естетичну цінність.